# Skiringssal

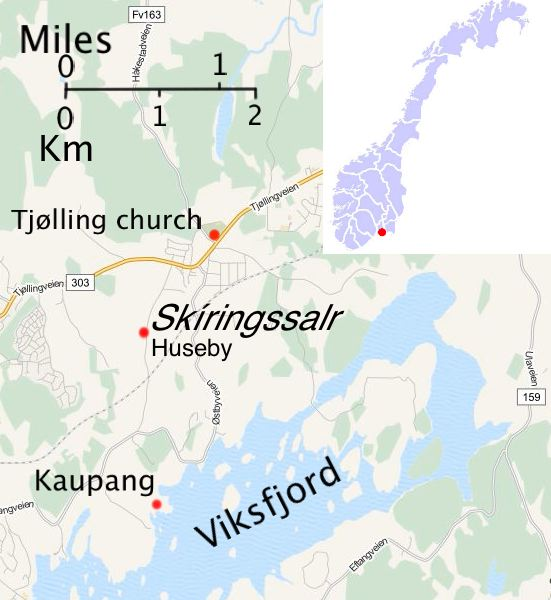
Skisingssal

Skiringssal (nórdico antiguo Skíringssalr, literalmente: La Sala Brillante) es una región histórica de Noruega citada en varias fuentes de la Era Vikinga, situada entre los municipios actuales de Larvik y Sandefjord, al sur de la región del condado de Vestfold. 
También conocida como Kaupang, fue el primer enclave comercial noruego conocido, se creó a principios del siglo IX (entre 800 y 810), desapareciendo hacia el 930. El comerciante y viajero noruego Ohthere de Hålogaland escribió hacia el 890 sobre Skiringssal (Kaupangen i Skiringssal)  durante su estancia en la corte de Alfredo el Grande, rey de Wessex.